# Юлія Лапшинова
Юлія Лапшинова (нар. 30 березня 1981, Нововолинськ, УРСР) — українська баскетболістка.

## Клубна кар'єра
З 2006 року захищала кольори БК «Дніпропетровськ». Наступного року виїхала до Казахстану, де виступала за «Іртиш». У 2008 році повернулася до України, де підписала контракт з київським «Динамо».  З 2009 по 2011 рік захищала кольори одеської «Пальміри» та львівської «Політехніки». У 2016 році перейшла до «Франківська», а в 2017 році завершила кар'єру гравця.

## Кар'єра в збірній
З 2003 по 2011 рік виступала за національну збірну України.